# Division nationale A (damer)
Division nationale A (arabiska: بطولة تونس للكرة الطائرة للسيدات) är den högsta volleybollserien för damer i Tunisien. Tävlingen organiseras av Fédération tunisienne de volley-ball. Den spelas som en serie med tio lag och vinnaren blir tunisisk mästare. Den näst högsta serien heter Division nationale B.

## Resultat per år[1][2]
| Säsong                  | Podium                      | Podium        | Podium |
| Säsong                  | Mästare                     | Tvåa          | Trea   |
| ----------------------- | --------------------------- | ------------- | ------ |
| 1958-59 mer information | Club Africain               |               |        |
| 1959-60 mer information | Alliance sportive           |               |        |
| 1960-61 mer information | Alliance sportive           |               |        |
| 1961-62 mer information | CS des Cheminots            |               |        |
| 1962-63 mer information | CS des Cheminots            |               |        |
| 1963-64 mer information | Espérance Sportive de Tunis |               |        |
| 1964-65 mer information | Espérance Sportive de Tunis |               |        |
| 1965-66 mer information | Al Hilal sports             |               |        |
| 1966-67 mer information | Al Hilal sports             |               |        |
| 1967-68 mer information | Espérance Sportive de Tunis |               |        |
| 1968-69 mer information | Espérance Sportive de Tunis |               |        |
| 1969-70 mer information | Espérance Sportive de Tunis |               |        |
| 1970-71 mer information | JS Omranienne               |               |        |
| 1971-72 mer information | JS Omranienne               |               |        |
| 1972-73 mer information | JS Omranienne               |               |        |
| 1973-74 mer information | Avenir sportif de La Marsa  |               |        |
| 1974-75 mer information | Avenir sportif de La Marsa  |               |        |
| 1975-76 mer information | Avenir sportif de La Marsa  |               |        |
| 1976-77 mer information | Avenir sportif de La Marsa  |               |        |
| 1977-78 mer information | Avenir sportif de La Marsa  |               |        |
| 1978-79 mer information | Avenir sportif de La Marsa  |               |        |
| 1979-80 mer information | Club Africain               |               |        |
| 1979-80 mer information | Club Africain               |               |        |
| 1980-81 mer information | Club Africain               |               |        |
| 1981-82 mer information | Club Africain               |               |        |
| 1982-83 mer information | Club Africain               |               |        |
| 1983-84 mer information | Club Africain               |               |        |
| 1984-85 mer information | Club Africain               |               |        |
| 1985-86 mer information | Club Africain               |               |        |
| 1986-87 mer information | Club Africain               |               |        |
| 1987-88 mer information | Al Hilal sports             |               |        |
| 1988-89 mer information | Al Hilal sports             |               |        |
| 1989-90 mer information | Club Africain               |               |        |
| 1990-91 mer information | Club Africain               |               |        |
| 1991-92 mer information | Al Hilal sports             |               |        |
| 1992-93 mer information | Club Africain               |               |        |
| 1993-94 mer information | Club Africain               |               |        |
| 1994-95 mer information | Al Hilal sports             |               |        |
| 1995-96 mer information | Al Hilal sports             |               |        |
| Al Hilal sports         |                             |               |        |
| 1997-98 mer information | Tunis Université Club       |               |        |
| 1998-99 mer information | CS Sfaxien                  |               |        |
| 1999-00 mer information | Al Hilal sports             |               |        |
| 2000-01 mer information | Al Hilal sports             |               |        |
| 2001-02 mer information | Al Hilal sports             |               |        |
| 2002-03 mer information | CS Sfaxien                  |               |        |
| 2003-04 mer information | CS Sfaxien                  |               |        |
| 2004-05 mer information | Al Hilal sports             |               |        |
| 2005-06 mer information | CS Sfaxien                  |               |        |
| 2006-07 mer information | Al Hilal sports             |               |        |
| 2007-08 mer information | Union sportive de Carthage  |               |        |
| 2008-09 mer information | CS Sfaxien                  |               |        |
| 2009-10 mer information | CS Sfaxien                  |               |        |
| 2010-11 mer information | Union sportive de Carthage  |               |        |
| 2011-12 mer information | CS Sfaxien                  |               |        |
| 2012-13 mer information | CF de Carthage              |               |        |
| 2013-14 mer information | CF de Carthage              |               |        |
| 2014-15 mer information | CF de Carthage              |               |        |
| 2015-16 mer information | CF de Carthage              |               |        |
| 2016-17 mer information | CF de Carthage              |               |        |
| 2017-18 mer information | CF de Carthage              |               |        |
| 2018-19 mer information | CS Sfaxien                  |               |        |
| 2019-20 mer information | CF de Carthage              |               |        |
| 2020-21 mer information | CF de Carthage              | CS Sfaxien    |        |
| 2021-22 mer information | CF de Carthage              | Club Africain |        |
| 2022-23 mer information | CF de Carthage              | CS Sfaxien    |        |